# Congregación de Misioneras de la Inmaculada Concepción
Las Misioneras de la Inmaculada Concepción o Misioneras concepcionistas' (en italiano: Missionarie dell'Immacolata Concezione) son un instituto religioso de mujeres de derecho pontificio. Las hermanas de esta congregación posponen a sus nombres las iniciales M.I.C.

## Historia
El 13 de junio de 1850 la comunidad de las Hermanas de la Sagrada Familia de Burdeos de Mataró, a sugerencia del sacerdote Gabriele Battllevell, se separó de la casa padre de Burdeos con la intención de crear una congregación independiente. El 4 de agosto de 1850, Alfonsa Cavín, superiora de la comunidad, tomó sus votos ante José Domingo Costa Borrás, obispo de Barcelona, dando inicio formal a la nueva institución. La congregación obtuvo un decreto papal de alabanza, el 11 de enero de 1891 y la aprobación final el 28 de abril de 1902. Sus constituciones fueron definitivamente aprobadas por la Santa Sede, 14 de junio de 1902.
Las hermanas están dedicadas a la educación y la educación cristiana de la juventud, así como, al cuidado de los huérfanos, los ancianos y los enfermos. Se encuentran en Europa (Italia y España), América (Argentina, Colombia, México, Paraguay y Venezuela) y África (Camerún, Ghana, Guinea Ecuatorial, Liberia y Togo). La casa general se encuentra en la vía del Monte Gallo en Roma. A finales de 2008 la congregación contaba 404 religiosas en 60 casas.